# Emerik
Emerik je moško osebno ime.

## Izvor imena
Ime Emerik izhaja iz nemškega imena Emmerich, ki je različica imen Amalrich, Almarich. Prvi člen teh zloženih imen Amal- se nanaša verjetno na vzhodnogotske kraljevske rodovine Amali z domnevnim pomenom »priden, delaven«, drugi člen pa je iz starovisokonemškega rîchi v pomenu »mogočen; knez« 

## Različice imena
- moške različice imena: Geza, Imbro, Imre, Imri
- ženske različice imena: Emerika

## Tujejezikovne oblike imena
- pri Francozih: Aimeric, Emeri, Emery, Emeric
- pri Italijanih: Amerigo, Emerico
- pri Madžarih: Imre
- pri Nemcih: Emmerich, Emerich
- pri Nizozemcih: Emmerik
- pri Slovakih: Imrich
- pri Špancih: Emerico
- pri Poljakih: Emeryk

## Pogostost imena
Po podatkih Statističnega urada Republike Slovenije je bilo na dan 31. decembra 2007 v Sloveniji število moških oseb z imenom Emerik: 60.

## Osebni praznik
V koledarju je ime Emerik zapisano 2. septembra (Emerik, sin madžarskega kralja Štefana, † 2.sep. 1031).

## Zanimivost
Svetovno znan Emerik je Amerigo Vespucci, italijanski pomorščak in raziskovalec.